# Neocoenorhinidius cuprinus
Neocoenorhinidius cuprinus là một loài bọ cánh cứng trong họ Rhynchitidae. Loài này được Chevrolat miêu tả khoa học năm 1860.